# Minoiska kulturen
Den minoiska kulturen utvecklades under bronsåldern på Kreta i det nuvarande Grekland. Folket (minoerna) hade ett språk och skriftspråk olikt sina grannar och skapade en särpräglad civilisation. Namnet minoer kommer från Minos, som enligt grekisk mytologi var kung över Kreta under forntiden.

## Den arkeologiska upptäckten
Den arkeologiska upptäckten av minoernas kultur gjordes främst av den brittiske arkeologen sir Arthur Evans i början av 1900-talet. Han inledde utgrävningar av Knossos år 1900 och gjorde spektakulära fynd av ett stort palats med målade fresker och vacker keramik. Evans uppkallade kulturen efter en mytologisk kung av Kreta till den minoiska kulturen och folket som levde där till minoer. Kung Minos av Kreta upprättade enligt den grekiska historikern Herodotos ett rikt sjövälde. Under efterkrigstiden har även svenska arkeologer deltagit i utgrävningar och studier av den minoiska kulturen.

## Teorier och hypoteser om minoerna
Många olika och motsägelsefulla teorier har lagts fram om minoerna och deras kultur. Därför bör man komma ihåg att dessa enbart är tolkningar av de rika arkeologiska fynd som gjorts på Kreta och i den egeiska övärlden. Den minoiska skriften har ännu inte kunnat tydas (se nedan), och det saknas klara samtida beskrivningar av minoerna hos andra kulturer i det östra Medelhavsområdet. Några av de mest kontroversiella teorierna är:
- Minoerna var ett matriarkat, politiskt styrt av kvinnor (Cadogan, 1992 och Hawkes, 1968).
- Minoerna dyrkade främst gudinnor i sin religion (Goodison och Morris, 1998).
- Minoerna praktiserade människooffer och kannibalism (Gessel, 1983).
- Minoerna saknade krigsmakt och vapen och levde i fred (Gates och Branigan, 1998/1999).

Det finns även teorier som kopplar samman minoerna med bibliska uppgifter i Gamla Testamentet; att filistéerna kom från Kreta och att vulkanutbrottet på Thera orsakade Egyptens tio plågor vid israeliternas uttåg ur Egypten.

## Språk och skrift
Minoiska språket är till stora delar okänt, och kallas även för eteo-kretensiska. Språket har ännu inte kunnat tydas, men många mer eller mindre väl underbyggda teorier finns om språket och dess ursprung. Släktskap har föreslagits med såväl etruskiska, luwiska, pelasgiska och mykensk grekiska. Minoiskan skrevs med en hieroglyfskrift som kallas för Linear A av forskarna. Hittills har 3000 lertavlor med Linear A återfunnits. Minoerna började utveckla sin skrift omkring 2000 f.Kr. och använde den fram till 1400-talet f.Kr. Den ersattes därefter av Linear B, som skrevs på mykensk grekiska, vilken däremot kan läsas av forskarna.

## Minoisk historia 3100-1100 f.Kr.

### Förpalatstid
Förpalatstiden (ca 3400-2100 f.Kr.) sammanfaller med de tidiga civilisationerna i det forntida Egypten och Mesopotamien. Karaktäristiskt för perioden är den snabba befolkningstillväxten på Kreta. Bosättningarna på ön bestod till övervägande del av mindre byar där mellan fem och åtta familjer levde i tätt sammanbyggda hus. Bebyggelsens form hade fördelar i försvaret av byn. Keramiken utvecklades och metaller började bearbetas. Minoernas gravskick under denna tid tyder på att det fanns en elit i deras samhälle. Under denna period inleddes även handeln med den egeiska övärlden och Främre Orienten. I slutet av perioden skedde en stark nedgång i befolkningen och många bosättningar övergavs.

### Äldre palatstid
Samhället återhämtade sig under den äldre palatstiden (ca 2000-1700 f.Kr.) och ett kulturellt uppsving skedde. Det var under denna period som den minoiska civilisationen utvecklades till organiserade stater och en minoisk skrift kom i bruk. Landet administrerades av stora palats som samlade in och distribuerade varor. Detta gav upphov till ett flertal välordnade städer och en politisk och religiös samhällselit som kontrollerade jordbrukarna, likt utvecklingen i Främre Orienten. Runt palatsen (i Chania, Faistos, Knossos, Malia mfl.) uppstod välordnade städer med vatten- och avloppsledningar.
En förödande jordbävning förstörde palatsen på Kreta vid slutet av perioden. Det har spekulerats över om det våldsamma vulkanutbrottet på den närbelägna ön Thera under 1600-talet f.Kr. påverkade den Minoiska civilisationen.

### Yngre palatstid
Palatsen återuppbyggdes under den yngre palatstiden (ca 1700-1400 f.Kr.). Knossos blev nu öns centrum. Palatset i Knossos utvidgades på bekostnad av palatset i Faistos, vilket minskade i storlek.
I slutet av 1400-talet f.Kr. förstördes palatsen på Kreta av bränder. Detta har antagits vara spår från en invasion av mykenska greker. Palatset i Knossos bestod till mitten av 1300-talet f.Kr.

### Efterpalatstid
Under denna period (1400-1100 f.Kr.) sammansmälte minoisk och mykensk kultur. Kreta behärskades av mykenska greker som styrde från palatset i Knossos, och möjligen även i Chania. De andra minoiska palatsen förblir övergivna. Hela det egeiska området med det mykenska Grekland föll omkring 1100 f.Kr. ner i en mörk tid tills det klassiska Grekland uppstod 300 år senare.

## Minoisk handel
Det finns olika teorier om hur utbredd den minoiska handeln var. Idén att minoerna upprättade handelskolonier runtom i Medelhavet och Svarta havet likt de senare grekerna och fenicierna saknas det arkeologiska belägg för. Däremot dominerade minoisk handel den egeiska övärlden. Det finns arkeologiska bevis för minoiska kontakter med Egypten där fynd av minoisk keramik har gjorts. Många historiker och arkeologer tror också att minoerna deltog i den viktiga metallhandeln i östra Medelhavsområdet under bronsålder. Minoerna hämtade säkerligen koppar från Cypern till den egeiska övärlden. Däremot är deras delaktighet i handeln med tenn osäker eftersom denna metall troligen nådde det egeiska området landvägen från Balkan.